# Moyotepec, Guerrero
Moyotepec är en ort i Mexiko.   Den ligger i kommunen Malinaltepec och delstaten Guerrero, i den sydöstra delen av landet, 240 km söder om huvudstaden Mexico City. Moyotepec ligger 2 264 meter över havet och antalet invånare är 1 007.
Terrängen runt Moyotepec är huvudsakligen kuperad, men söderut är den bergig. Runt Moyotepec är det ganska glesbefolkat, med 22 invånare per kvadratkilometer. Närmaste större samhälle är Malinaltepec, 9,7 km söder om Moyotepec. I omgivningarna runt Moyotepec växer huvudsakligen savannskog.